# Mârghia de Jos, Argeș
Mârghia de Jos este un sat în comuna Lunca Corbului din județul Argeș, Muntenia, România.